# Kaori Kawanaka
Kaori Kawanaka (n. 3 august 1991, Kotoura⁠(d), Prefectura Tottori, Japonia) este o arcașă ce a reprezentat Japonia, medaliată olimpică. A participat la 2 ediții ale Jocurilor Olimpice (2012, 2016) în care a câștigat o medalie de bronz.